# 石川県道187号八日市松任停車場線
石川県道187号八日市松任停車場線（いしかわけんどう187ごう ようかいちまっとうていしゃじょうせん）は、石川県白山市内を通る一般県道（石川県道）である。

## 路線概要
- 起点：石川県白山市八日市町27番地先（＝広小路交差点・石川県道190号矢作松任線交点）
- 終点：石川県白山市西新町212番3地先（＝JR松任駅前）

起点は、白山市松任地区中心部。起点より北上し、松任駅前交差点で 石川県道291号三日市松任線と交差後、さらに北上し、松任駅前で終点となる。

## 歴史
- 1960年（昭和35年）10月15日：路線認定。

## 接続道路
- 石川県道190号矢作松任線（白山市八日市町・広小路交差点：起点）
- 石川県道291号三日市松任線（白山市西新町・松任駅前交差点）

## 道路の通称
- 中央通り（白山市八日市町・広小路交差点：起点 - 同市西新町・JR松任駅：終点）

## 周辺施設
- はくさん信用金庫 松任支店
- 白山市松任学習センター
  - 白山市立松任図書館
- 市民工房うるわし
- 白山市松任文化会館
- あさがおテレビ
- 白山公共職業安定所（ハローワーク白山）
- 松任城址公園（旧称・おかりや公園）
- 千代女の里 俳句館
- 白山市松任ふるさと館
- 白山市立松任中川一政記念美術館
- IRいしかわ鉄道線 松任駅